# Oléoduc Droujba
L’oléoduc Droujba (en russe : нефтепровод «Дружба»), également appelé « oléoduc du Comecon », est l'oléoduc le plus long dans le monde. Il transporte sur 4 000 km du pétrole depuis le Sud-Est de la Russie vers l'Allemagne à travers l'Ukraine, la Hongrie et la Pologne. Le mot russe Droujba signifie « Amitié » et se réfère au fait que l'oléoduc avait pour objectif d'approvisionner en pétrole les régions occidentales de l'Union soviétique et les « pays socialistes frères » de l'ancien bloc soviétique ainsi que des pays occidentaux. C'est aujourd'hui la principale voie de transport de pétrole russe et kazakh à travers l'Europe. Le deuxième plus long oléoduc est l'oléoduc Bakou-Tbilissi-Ceyhan.
La décision de construire l'oléoduc fut prise par le Conseil d'assistance économique mutuelle en 1959 et il fut entièrement mis en service à la fin de 1963.
En vert fin sur la carte, le tracé de l'oléoduc, il possède des terminaux de chargement aux ports d'Odessa, de Kherson, Constanta, Bourgas, Touapsé, Novorossiïsk, Batoumi, Soupsa pour le pourtour de la mer Noire. Sur celui de la mer Caspienne, Atyraou, Aktaou, Türkmenbaşy et Bakou sont aussi équipés de terminaux de chargement.